# Peter Chelsom
Peter Chelsom est un réalisateur, scénariste et acteur britannique né à Blackpool (Lancashire) le 20 avril 1956.

## Filmographie

### Comme réalisateur
- 1991 : Hear My Song
- 1995 : Les Drôles de Blackpool (Funny Bones)
- 1998 : Les Puissants (The Migthy)
- 2001 : Potins mondains et Amnésies partielles (Town & Country)
- 2001 : Un amour à New York (Serendipity)
- 2004 : Shall We Dance?
- 2009 : Hannah Montana, le film (Hannah Montana: The Movie)
- 2014 : Hector et la Recherche du bonheur (Hector and the Search for Happiness)
- 2016 : Un monde entre nous (The Space Between Us)
- 2019 : Berlin, I Love You - un segment
- 2024 : A Sudden Case of Christmas